# Eurispa yorkiana
Eurispa yorkiana is een keversoort uit de familie bladkevers (Chrysomelidae). De wetenschappelijke naam van de soort werd in 1917 gepubliceerd door Eric Georg Mjöberg.